# NZR-Klasse K (1877)
Die Fahrzeuge der Klasse K der Neuseeländischen Staatsbahn (New Zealand Government Railways, NZR) waren Schlepptender-Dampflokomotiven mit der Achsfolge 1'B1' und gehörten zu den ersten Lokomotiven in Neuseeland. Zwei der acht Lokomotiven sind in betriebsfähigem Zustand erhalten.
1877 wurden zunächst zwei Lokomotiven vom amerikanischen Hersteller Rogers beschafft (Nr. 87 und 88), die für Expresszüge auf der Strecke zwischen Christchurch and Dunedin vorgesehen waren, die weltweit erste kapspurige Hauptstrecke. Eine dieser beiden Lokomotiven, die Nr. 88, genannt Washington, zog 1878 zusammen mit der Fairlie-Lokomotive Josephine den Eröffnungszug auf dieser Strecke.
Die Lokomotiven bewährten sich, und noch 1878 wurden vier weitere Lokomotiven beschafft (Nr. 92–97).
Äußerlich entsprechen die Lokomotiven den typischen nordamerikanischen Lokomotiven dieser Zeit – abgesehen jedoch von der Achsfolge: Die relativ seltene Bauart 1'B1' hat gegenüber der zu dieser Zeit verbreiteten 2'B den Vorteil, dass die Feuerbüchse und Aschkasten nicht zwischen die Treibräder gezwängt werden mussten und deshalb großzügiger dimensioniert werden konnten, was besonders auf engen Spurweiten wie der Kapspur von Bedeutung ist. 
Schon Mitte der 1880er Jahre waren die Lokomotiven der Klasse K dem Gewicht der zunehmend schwerer werdenden Züge nicht mehr gewachsen und wurden durch die leistungsfähigere Klasse N (Bauart 1'C1') ersetzt. Sie blieben jedoch für leichtere Dienste im Einsatz, wobei einige auf die Nordinsel verlegt wurden. Im Laufe ihrer Einsatzzeit erhielten sie Führerhäuser aus Blech und neue Kessel der Bauart Belpaire (mit flacher Oberseite des Stehkessels). Die Ausmusterung begann 1922 und war 1927 abgeschlossen. Ein Teil der Lokomotiven wurde zur Bekämpfung von Erosion im Ōreti River versenkt.
1932 wurde die Klassenbezeichnung K an Lokomotiven mit der Achsfolge 2'D2' neu vergeben (siehe NZR-Klasse K (1932))
Anfang der 1970er Jahre erinnerte man sich anlässlich der Restaurierung des Kingston Flyers an die im Ōreti River versenkte Lokomotive Nr. 88. 1974 wurde sie geborgen und bis 1982 aufwendig restauriert. Sie erhielt dabei wieder ein hölzernes Führerhaus; wegen des beibehaltenen Belpaire-Kessels entspricht sie jedoch nicht genau ihrer ursprünglichen Form.
1985 und 1986 wurden zwei weitere Lokomotiven der Klasse K aus dem Fluss geborgen, Nr. 92 und 94 aus der zweiten Lieferung. Nr. 92 wurde ebenfalls betriebsfähig wiederhergestellt, während Nr. 94 derzeit im Zustand der Bergung abgestellt ist.